# Padova (pokrajina)
Pokrajina Padova (talijanski: Provincia di Padova) je jedna od 110 talijanskih pokrajina u okviru regije Veneto u Sjevernoj Italiji. Glavni grad provincije i najveće gradsko naselje je istoimeni grad Padova s 206 192 stanovnika.

## Geografske karakteristike
Južni dio pokrajine Padova prostire se po dolini Poa, jedini viši dio provincije su vulkanska brda Colli Euganei kaja leže na jugozapadu provincije. U kotlini rijeke Brenta nalazi se glavni grad Padova, udaljena oko 40 km zapadno od Venecije. Provincija Padova ima površinu od 2 142 km², u kojoj živi 921 361 stanovnika (2011. godine).

## Općine
Općine s najviše stanovnika, po stanju od 30. studenog 2013., su:
| Općina            | Broj stanovnika |
| ----------------- | --------------- |
| Padova            | 210.629         |
| Albignasego       | 24.909          |
| Selvazzano Dentro | 22.639          |
| Vigonza           | 22.455          |
| Cittadella        | 20.222          |
| Abano Terme       | 19.850          |
| Piove di Sacco    | 19.628          |
| Monselice         | 17.645          |
| Este              | 16.742          |
| Cadoneghe         | 16.118          |
| Rubano            | 15.977          |

## Vanjske poveznice
- Službene stranice Provincije Padova